# 新居浜市の中学校一覧
新居浜市の中学校一覧（にいはましのちゅうがっこういちらん）は、愛媛県新居浜市にある中学校の一覧である。

## 新居浜市の中学校一覧

### 川西地区
- 新居浜市立北中学校
- 新居浜市立西中学校
- 新居浜市立南中学校

### 川東地区
- 新居浜市立川東中学校
- 新居浜市立東中学校

### 上部地区
- 新居浜市立泉川中学校
- 新居浜市立大生院中学校
- 新居浜市立角野中学校
- 新居浜市立中萩中学校
- 新居浜市立船木中学校
  - ひびき分校

### 別子山地区
- 新居浜市立別子中学校[1]